# Krzysztof Migała
Krzysztof Ireneusz Migała (ur. 1955) – polski geograf, dr hab. nauk o Ziemi, profesor nadzwyczajny Instytutu Geografii i Rozwoju Regionalnego Wydziału Nauk o Ziemi i Kształtowania Środowiska Uniwersytetu Wrocławskiego.

## Życiorys
W 1978 ukończył studia geograficzne na Uniwersytecie Wrocławskim, w 1990 obronił pracę doktorską Poziom warstwy aktywnej zmarzliny w świetle warunków klimatycznych Hornsundu, SW Spitzbergen, 22 czerwca 2006 habilitował się na podstawie pracy zatytułowanej Piętra klimatyczne w górach Europy a problem zmian globalnych. 28 lipca 2015 nadano mu tytuł profesora w zakresie nauk o Ziemi. 
Piastuje stanowisko profesora nadzwyczajnego w Instytucie Geografii i Rozwoju Regionalnego na Wydziale Nauk o Ziemi i Kształtowania Środowiska Uniwersytetu Wrocławskiego oraz członka Komitetu Badań Polarnych Polskiej Akademii Nauk. 